# Bahnstrecke Hof–Bad Steben
| Zugkreuzung in Selbitz: Dieseltriebzug der Baureihe 614 und „Schienenbus“ der Baureihe 798 im Winter 1986 |                      |                                  |                                  |
| Streckennummer (DB): | 5021                 |                                  |                                  |
| Kursbuchstrecke (DB): | 857                  |                                  |                                  |
| Streckenlänge: | 26,993 km            |                                  |                                  |
| Spurweite: | 1435 mm (Normalspur) |                                  |                                  |
| Streckengeschwindigkeit: | 60 km/h              |                                  |                                  |
| |                      |                                  |                                  |
| \| \| \| von Bamberg \| \| \| \| 0,000 \| Hof Hbf \| 495 m \| \| \| \| nach Leipzig Bayer Bf \| \| \| \| \| Bundesstraße 2, Bundesstraße 173 \| \| \| \| 2,250 \| Hof-Neuhof \| Hof-Neuhof \| \| \| \| Bundesstraße 173 \| \| \| \| \| Anst Spinnerei Neuhof \| \| \| \| 4,500 \| Vogelhe(e)rd \| Vogelhe(e)rd \| \| \| \| Industrieanschluss \| \| \| \| \| Anst Gaslager \| \| \| \| 6,810 \| Köditz (ehem. Bf) \| 517 m \| \| \| \| Bundesautobahn 9 \| \| \| \| 11,051 \| Stegenwaldhaus (ehem. Bf) \| 591 m \| \| \| 13,076 \| Rothenbürg \| Rothenbürg \| \| \| \| Basaltwerk und Ziegelei (Anst) \| \| \| \| \| von Helmbrechts \| \| \| \| 15,432 \| Selbitz \| Selbitz \| \| \| \| Bundesstraße 173 \| \| \| \| \| von Schwarzenbach am Wald \| \| \| \| 18,750 \| Naila (ehem. Bf) \| 509 m \| \| \| 20,500 \| Oberklingensporn \| Oberklingensporn \| \| \| \| Selbitz \| \| \| \| 22,930 \| Marxgrün (ehem. Bf) \| Marxgrün (ehem. Bf) \| \| \| \| nach Triptis \| \| \| \| \| Anst Hartsteinwerk Störrle \| \| \| \| 24,229 \| Höllenthal \| Höllenthal \| \| \| 26,993 \| Bad Steben (ehem. Bf) \| 562 m \| \| \| \| \| \| \| Quellen: [1][2] \| \| \| \| |                      |                                  |                                  |
| Strecke |                      | von Bamberg                      | von Bamberg                      |
| Bahnhof | 0,000                | Hof Hbf                          | 495 m                            |
| Abzweig geradeaus und nach rechts |                      | nach Leipzig Bayer Bf            | nach Leipzig Bayer Bf            |
| Brücke |                      | Bundesstraße 2, Bundesstraße 173 | Bundesstraße 2, Bundesstraße 173 |
| Bahnhof | 2,250                | Hof-Neuhof                       | Hof-Neuhof                       |
| Strecke mit Straßenbrücke |                      | Bundesstraße 173                 | Bundesstraße 173                 |
| Abzweig geradeaus und ehemals von links |                      | Anst Spinnerei Neuhof            | Anst Spinnerei Neuhof            |
| ehemaliger Haltepunkt / Haltestelle | 4,500                | Vogelhe(e)rd                     | Vogelhe(e)rd                     |
| Abzweig geradeaus und ehemals von links |                      | Industrieanschluss               | Industrieanschluss               |
| Abzweig geradeaus und von rechts |                      | Anst Gaslager                    | Anst Gaslager                    |
| Haltepunkt / Haltestelle | 6,810                | Köditz (ehem. Bf)                | 517 m                            |
| Strecke mit Straßenbrücke |                      | Bundesautobahn 9                 | Bundesautobahn 9                 |
| Haltepunkt / Haltestelle | 11,051               | Stegenwaldhaus (ehem. Bf)        | 591 m                            |
| Haltepunkt / Haltestelle | 13,076               | Rothenbürg                       | Rothenbürg                       |
| Abzweig geradeaus und ehemals nach rechts |                      | Basaltwerk und Ziegelei (Anst)   | Basaltwerk und Ziegelei (Anst)   |
| Abzweig geradeaus und ehemals von links |                      | von Helmbrechts                  | von Helmbrechts                  |
| Bahnhof | 15,432               | Selbitz                          | Selbitz                          |
| Brücke |                      | Bundesstraße 173                 | Bundesstraße 173                 |
| Abzweig geradeaus und ehemals von links |                      | von Schwarzenbach am Wald        | von Schwarzenbach am Wald        |
| Haltepunkt / Haltestelle | 18,750               | Naila (ehem. Bf)                 | 509 m                            |
| ehemaliger Haltepunkt / Haltestelle | 20,500               | Oberklingensporn                 | Oberklingensporn                 |
| Brücke über Wasserlauf |                      | Selbitz                          | Selbitz                          |
| Haltepunkt / Haltestelle | 22,930               | Marxgrün (ehem. Bf)              | Marxgrün (ehem. Bf)              |
| Abzweig geradeaus und ehemals nach rechts |                      | nach Triptis                     | nach Triptis                     |
| Abzweig geradeaus und ehemals nach links |                      | Anst Hartsteinwerk Störrle       | Anst Hartsteinwerk Störrle       |
| Haltepunkt / Haltestelle | 24,229               | Höllenthal                       | Höllenthal                       |
| Haltepunkt / Haltestelle Streckenende | 26,993               | Bad Steben (ehem. Bf)            | 562 m                            |
| |                      |                                  |                                  |
| Quellen: |                      |                                  |                                  |

Die Bahnstrecke Hof–Bad Steben ist eine Nebenbahn in Bayern. Sie führt von Hof durch den östlichen Frankenwald ins bayerische Staatsbad Bad Steben. Die Bahnstrecke wurde in zwei Teilabschnitten zwischen 1887 und 1898 eröffnet und wird im Reisezugverkehr betrieben.

## Geschichte
Die Bahnstrecke Hof–Bad Steben wurde durch die Bayerische Staatsbahn erbaut. Rechtliche Grundlage für den Bau war das bayerische Lokalbahngesetz vom 21. April 1884. Die Strecke war die vierte Bahnstrecke in Bayern, die nach dem damals neuen Gesetz gebaut wurde. Sechs Jahre nach der Abschnittseröffnung nach Marxgrün wurde eine Interessengemeinschaft gebildet, die eine eventuelle Fortsetzung der Bahnstrecke von Bad Steben nach Geroldsgrün und Anschluss an die Bahnstrecke Kronach–Nordhalben befürwortete. Allerdings wurde nur der Ausbau bis nach Bad Steben genehmigt. In den Folgejahren wurden drei weiteren Nebenbahnen eröffnet, die von der Strecke Hof–Bad Steben abzweigten. Am 11. Januar 1914 gab es im Hotel Bayrischer Hof in Bad Steben mit den Gemeinden Thierbach, Geroldsgrün, Dürrenwaid und Bad Steben eine Lagebesprechung über den erneuten Ausbau der Strecke bis Geroldsgrün. Besonders Bad Steben erhoffte sich Vorteile für den Kurort. Wegen des Ersten Weltkriegs wurde das Projekt jedoch nicht fortgeführt. Erst danach wurde 1928 eine neue Interessengemeinschaft gegründet, an der die Gemeinden Dürrenwaid, Geroldsgrün, Lichtenberg, Steinbach, Thierbach, Heinersberg und Wolfersgrün sowie die Städte Hof und Kronach und auch der Verkehrsverbund Hof beteiligt waren. Anders als vor dem Ersten Weltkrieg sah diese Gemeinschaft eine andere Trassenführung über die Gemeinde Bobengrün, weiter über Steinbach, Geroldsgrün mit Anschluss in Dürrenwaid an der Bahnstrecke Kronach–Nordhalben vor. Von der Gemeinde Bad Steben und von Langenbach, die ebenfalls eine Anbindung an die Bahnstrecke anstrebten, wurde diese Interessengemeinschaft nicht unterstützt. Die Trasse, die zur Debatte stand, wurde bereits 1923 durch die Reichsbahndirektion Nürnberg mit den örtlichen Gegebenheiten festgelegt.
Die Notwendigkeit einer neuen Strecke bei Marxgrün wurde aus wirtschaftlicher Sicht von den ansässigen Firmen sowie durch die Winterverhältnisse, die keinen LKW-Verkehr zuließen, begründet. Von den Betreibern des Marmorbruchs in Bobengrün wurde die Strecke begrüßt, denn der Transport der Marxgrüner Marmorblöcke zum nächsten Bahnhof nach Marxgrün dauerte jeweils rund eine Stunde, wofür 14 Ochsen benötigt wurden. Die Firma A. W. Faber (heute Faber-Castell) hatte starke Konkurrenz aus Nürnberg mit besseren Verkehrsanbindungen, drei weitere Firmen aus der Gegend um Dürrenwaid beklagten die schlechte Verkehrsanbindung und den großen und kostenaufwändigen Umweg der Transporte in Richtung Osten. Die Papierfabrik Wiede in Blankenstein musste bisher das Holz über Umwege aus dem Frankenwald heranschaffen. Am 23. August 1931 gab es auf dem Turnplatz in Geroldsgrün eine Menschenversammlung, bei der ein Bau dieser Bahnstrecke gefordert wurde. Das Reichsverkehrsministerium lehnte den Bau dieser Trasse allerdings endgültig ab, da die Überwindung der Wasserscheide von Saale und Main bei Gerlas, westlich von Bobengrün, zu kostenintensiv gewesen wäre und wegen der Weltwirtschaftskrise eine große Zahl an ähnlichen Bahnprojekten endgültig verworfen wurden. 1994 wurde auf der Strecke der Güterverkehr eingestellt. Personenzüge verkehren weiterhin.
In der Zeit vom 20. August bis 12. September 2012 wurde der Streckenabschnitt Selbitz–Bad Steben im Schienenersatzverkehr bedient. Grund war der Umbau des Bahnhofes Selbitz, bei dem die beiden bisherigen Bahnsteige entfernt und durch einen behindertengerechten Mittelbahnsteig mit Einstiegshöhe der eingesetzten Agilis-Triebwagen ersetzt wurden.
| Strecke             | Länge    | Veränderung                   | Datum        |
| ------------------- | -------- | ----------------------------- | ------------ |
| Hof Hbf–Marxgrün    | 22,97 km | Eröffnung                     | 1. Juni 1887 |
| Marxgrün–Bad Steben | 4,06 km  | Eröffnung                     | 1. Juni 1898 |
| Hof–Bad Steben      | 27,03 km | Einstellung des Güterverkehrs | 1994         |

## Streckenbeschreibung und Bahnhöfe

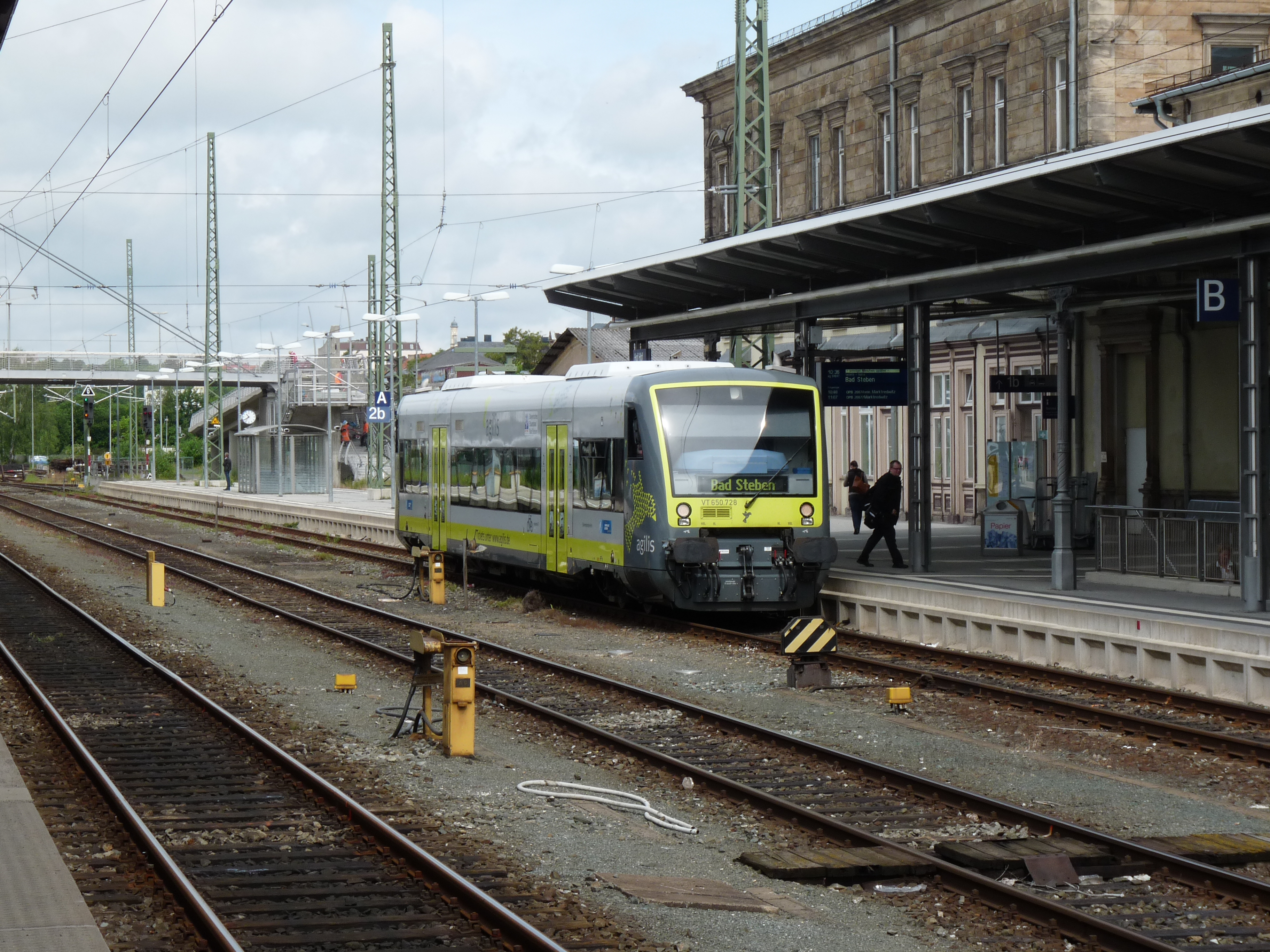
Triebwagen des Typs RS 1 der Agilis nach Bad Steben im Hofer Hauptbahnhof

Die Nebenstrecke nach Bad Steben zweigt im Hofer Hauptbahnhof von der Sachsen-Franken-Magistrale ab. Gleich nach dem historischen Stellwerk 8 geht es steil bergan zum Bahnhof Hof-Neuhof im gleichnamigen Hofer Stadtteil. Dieser Bahnhof wird vom Stellwerk am Hauptbahnhof ferngesteuert und ist mit Lichtsignalen ausgestattet. Viele der ehemals vorhandenen Gleisanschlüsse für Fabriken und Lagerhäuser lassen sich dort noch finden.

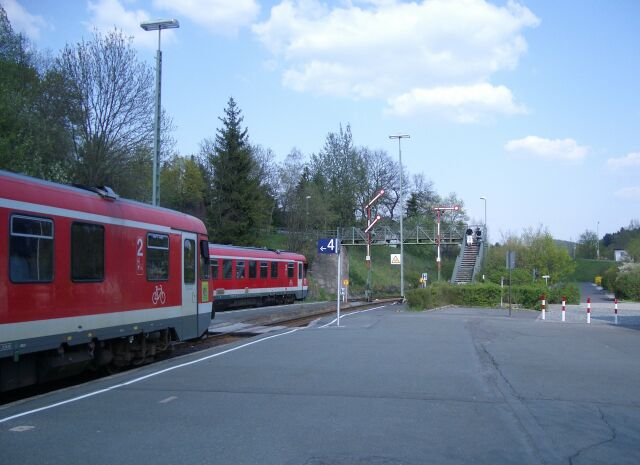
Zugkreuzung in Selbitz – im Hintergrund Ausfahrsignale in Richtung Hof (2006)

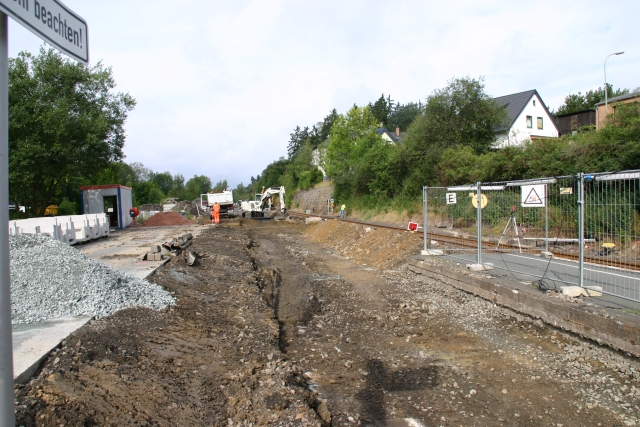
Bauarbeiten in Selbitz im August 2012

Nach Hof-Neuhof steigt die Strecke weiter an und passiert den aufgelassenen Haltepunkt im Hofer Stadtteil Vogelherd, danach geht es bergab in die Gemeinde Köditz. Dieser Bahnhof besaß vereinfachte Nebenbahnsignale, die mit dem Umbau auf die aktuelle Betriebsphilosophie ebenso wie das Ausweichgleis entfielen. Das Ladegleis wurde noch bis 1999 zum Abtransport von Holz genutzt. Das Bahnhofsgebäude wurde im Dezember 2018 abgebrochen. Nach Köditz geht es gleich wieder bergauf zum ehemaligen Halt nach Stegenwaldhaus, wo die Strecke ihren höchsten Punkt erreicht. Hier gab es früher einen Bahnhof mit Kreuzungsgleisen, Signalen und Gleisanschlüssen. Diese wurden von der örtlichen Steinindustrie und einem Landhandel genutzt. Weiterhin befand sich auf der ortsabgewandten Seite eine Lademöglichkeit für Holz. Stegenwaldhaus ist mittlerweile nur noch ein Bedarfshalt. Sämtliche Gleisanlagen – mit Ausnahme des Hauptgleises – wurden abgebaut. Die Strecke führt, vorbei am Bedarfshalt Rothenbürg, hinab ins Rothenbachtal zum aufgelassenen Gleisanschluss des Steinwerks Jahreiß. Die Nordbayerische Steinwerke I. G. Jahreiß KG betrieb nahe der Bahnstrecke einen Steinbruch, der das werkseigene Basaltwerk bediente, sowie unweit davon eine Tonschiefergrube und eine Ziegelei. Der werksinterne Verkehr wurde mit einer Feldbahn mit 600 mm Spurweite abgewickelt. Ende der 1970er Jahre wurde der Betrieb stillgelegt, das letzte Feldbahnmaterial 1999 entfernt. Nach einem weiteren Kilometer erreicht die Bahnlinie den Ort Selbitz.
Der Bahnhof in Selbitz ist der einzige noch genutzte Kreuzungsbahnhof für die Züge auf der seit 9. Dezember 2007 im angenäherten Stundentakt (alternierender 53-67-Minuten-Takt) bedienten Strecke. Er liegt ungefähr auf halbem Wege zwischen Hof und Bad Steben und war bis 2007 mit Formsignalen und einem mechanischen Stellwerk ausgestattet. Nach der Umstellung der Strecke auf technisch unterstützten Zugleitbetrieb werden die Zugkreuzungen ohne (mehrbegriffige) Signale mit Rückfallweichen abgewickelt. Anstelle der Einfahrsignale sind Trapeztafeln aufgestellt. Die Zustimmung zur Ausfahrt wird mit blauem Blinklicht angezeigt, was aber kein Signal im Sinne der Signalordnung ist. Früher mündete dort die Bahnstrecke Selbitz–Helmbrechts ein. Am Ortsausgang in Richtung Naila überquerte die Strecke bis Ende des 20. Jahrhunderts mit einem Bahnübergang die Bundesstraße 173. Durch den Bau einer Ortsumgehung für die Bundesstraße hat dieser Übergang an Bedeutung eingebüßt.

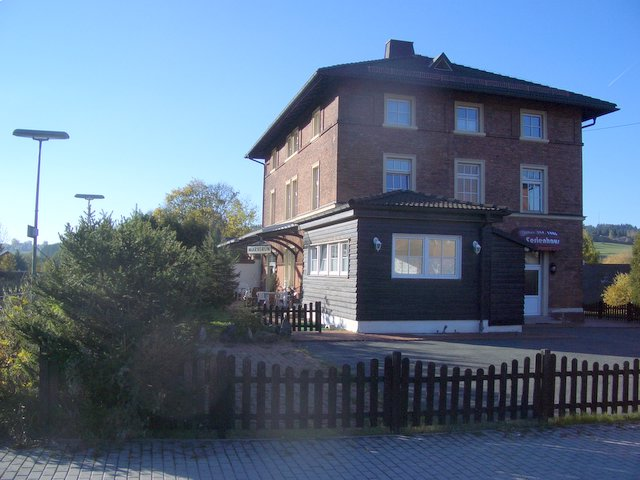
Ehemaliges Bahnhofsgebäude in Marxgrün

Die Strecke verläuft nach Selbitz weitgehend flach mit leichtem Abfall, bis der Bahnhof Naila erreicht wird. Dort zweigte eine Stichstrecke nach Schwarzenbach am Wald ab. Der enge Einschnitt für die Stichbahn ist in der Bahnhofseinfahrt aus Richtung Selbitz noch zu erkennen. Der Nailaer Bahnhof beherbergte die Bahnmeisterei für die Strecke und ihre Zweigstrecken. Ab Naila folgt die Strecke dem Selbitztal bis zum Ende ihres ersten Bauabschnittes in Marxgrün. Nach dem Nailaer Bahnhof passiert die Strecke den Teich im Froschgrüner Park. An Sonntagen im Sommer kommt es dort oft zu interessanten Begegnungen der „großen“ Eisenbahn mit der „kleinen“ Parkeisenbahn Froschgrün, einer öffentlichen Gartenbahn, die den Teich umrundet.

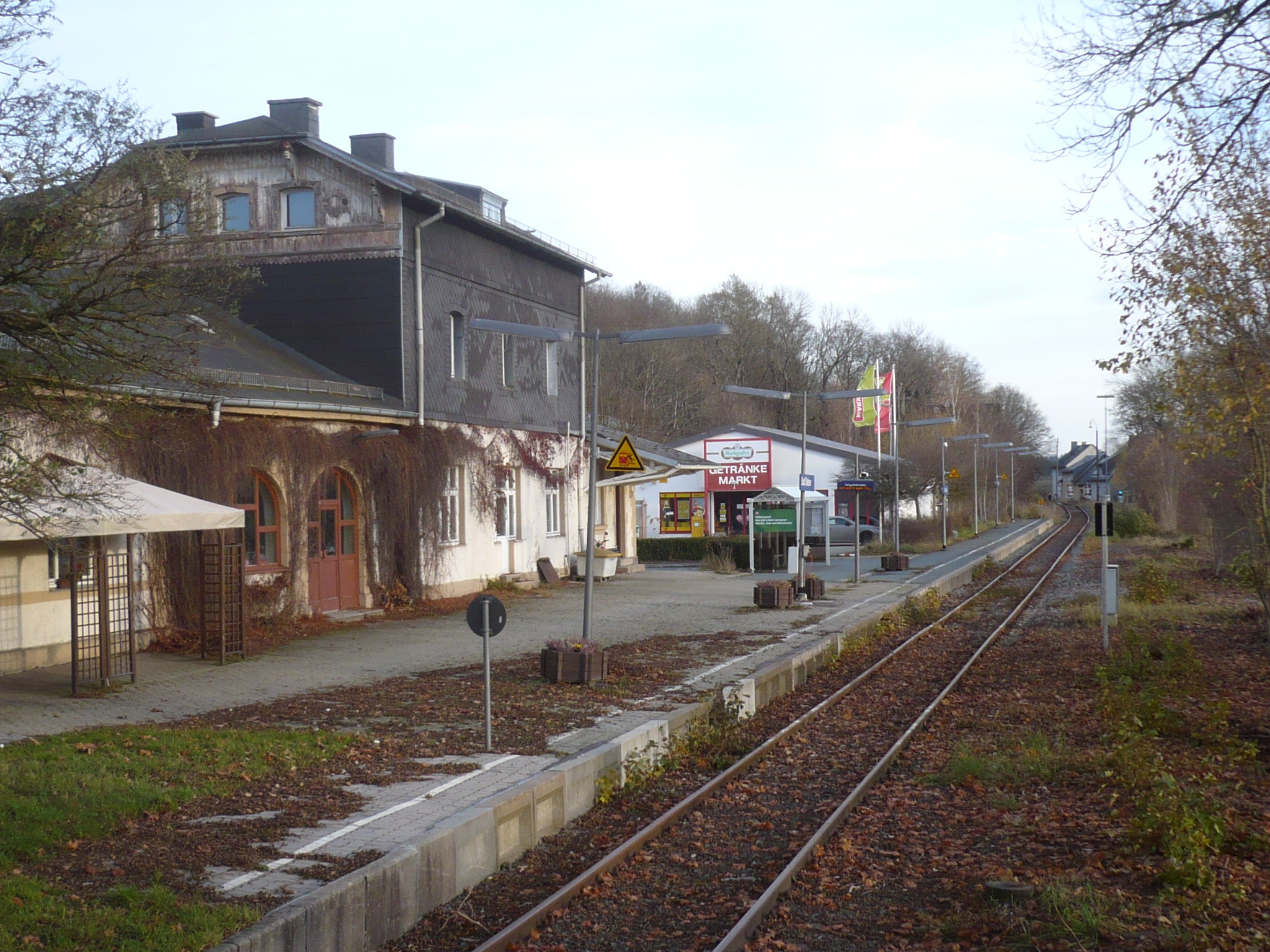
Endbahnhof Bad Steben

Die Bahnstrecke erreicht im Selbitztal den Bedarfshaltepunkt Oberklingensporn an der LIBA-Maschinenfabrik und lässt ein Klärwerk links liegen. Gleich nach der Selbitzbrücke wird die Staatsstraße Naila–Bad Steben mit einem Bahnübergang überquert. Es folgt der Bahnhof Marxgrün. Im Nailaer Stadtteil Marxgrün endet der erste, 1887 eröffnete Bauabschnitt der Strecke. Auf dem großen Gelände des Bahnhofs besteht nur noch ein Haltepunkt mit Wartehäuschen. Das Empfangsgebäude mit Stellwerksanbau ist verkauft und wird als Ferienwohnanlage umgebaut genutzt. Die beiden Eisenbahnerwohnhäuser sind vermietet, alle Gleisanlagen bis auf das Streckengleis sind abgebaut. Gegenüber dem Empfangsgebäude steht noch der idyllische zweiständige Lokschuppen mit Anbau für Werkstatt und Wasserspeicher. Der Lokschuppen ist seit Jahren dem Verfall preisgegeben. Ab 1901 zweigte in Marxgrün die Höllentalbahn nach Thüringen von der Bahnstrecke nach Bad Steben ab.
Die Höllentalbahn folgte weiter dem Selbitztal, während die Strecke nach Bad Steben steil bergan führt und in das Tal des Stebenbaches mündet. Auf der linken Seite sind die Reste des Hartsteinwerks Störrle zu sehen, zu dem bis 2007 noch zwei Anschlussgleise führten, die allerdings im Zuge des Abrisses des Altwerkes entfernt wurden. Kurz nach dem Haltepunkt Höllental erreicht die Strecke den Stebenbach und folgt ihm durch das autofreie Tal bis zum Endpunkt, dem Bahnhof des bayerischen Staatsbades Bad Steben.

## Bedienung
| Zeitraum     | Kursbuchstrecke |
| ------------ | --------------- |
| seit 1992    | 857             |
| 1970–1992    | 837             |
| vor 1970     | 425q            |
|              | 420f            |
| um 1948      | 419p            |
| um 1944+1946 | 418m            |
| 1939         | 420g            |

Die gesamte Bahnstrecke wird im Stundentakt von der Regionalbahnlinie RB 97 bedient. Für die 27 Kilometer lange Strecke brauchen die Züge 44 Minuten. Das entspricht einer durchschnittlichen Reisegeschwindigkeit von knapp 37 km/h. Die höchste auf der Bahnstrecke zugelassene Geschwindigkeit ist 60 km/h.

## Fahrzeugeinsatz

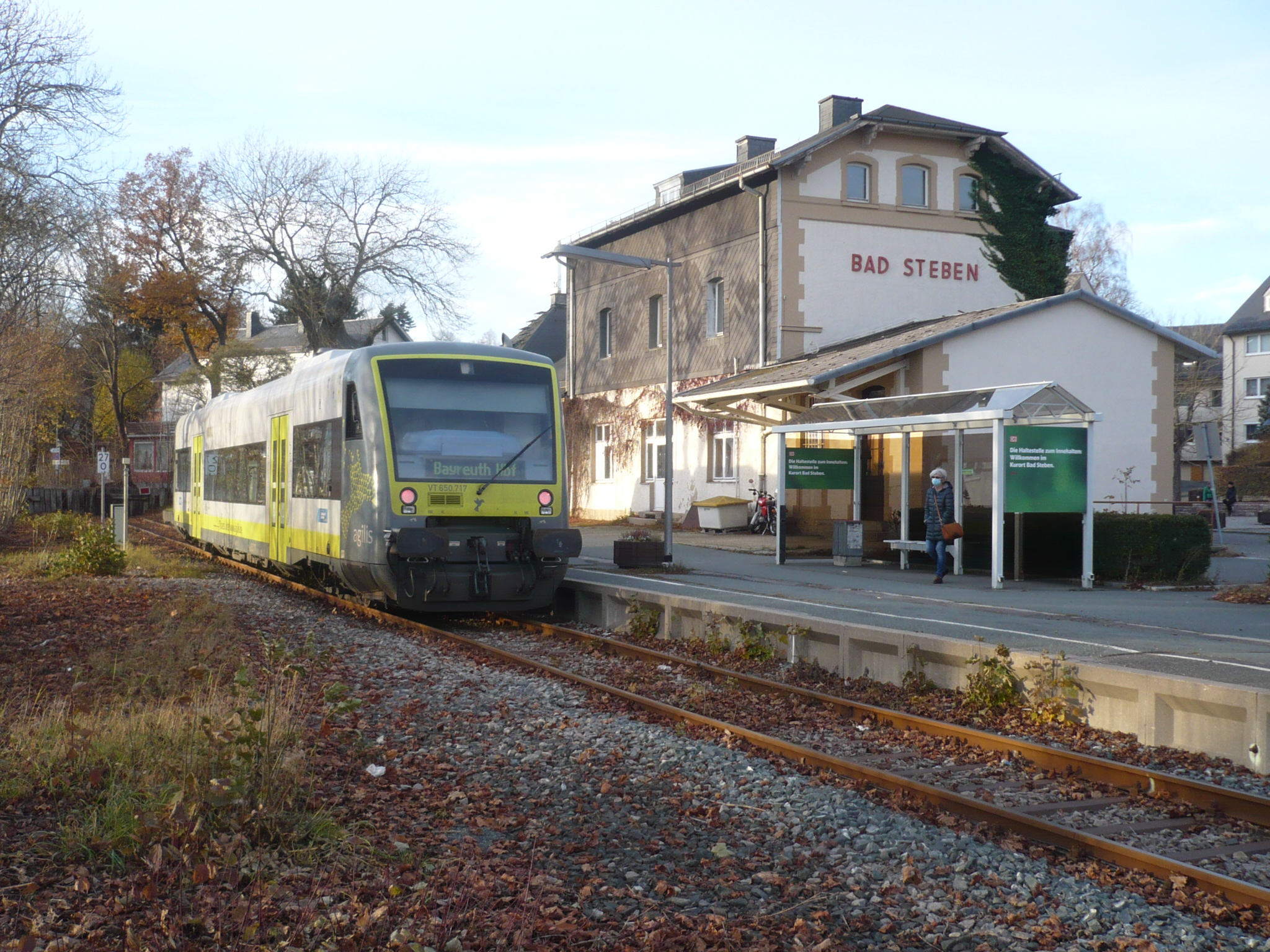
Triebwagen des Typs RS 1 der Agilis in Bad Steben

Auf der Strecke kamen folgende Triebfahrzeuge und Züge zum Einsatz:
- Dampflokomotiven: BR 186, 64, 700, 86, 913-18, 96 (Testfahrten), 984-5, 988
- Diesellokomotiven: BR 211, 212, 213 (auch mit Silberling-Wendezügen), 217, 218, 220, 232, 260, 261
- Kleinlokomotiven: BR 332, 360, 361
- Triebwagen: BR 614/914, 628, 612, 650 (Agilis)
- Schienenbusse: BR 798/998, 796/996

Von Dezember 1992 an wurde der Betrieb auf der Strecke hauptsächlich mit Triebwagen der DB-Baureihe 628 sichergestellt, es kamen aber auch vereinzelt Fahrzeuge der Baureihen 610 (Schülerzug im Fahrplanjahr 2007), 612 (Schülerzug in den Fahrplanjahren 2005, 2006, 2008 und 2009 sowie vereinzelte Leistungen am Morgen und Abend, außerdem gelegentlich ersatzweise unterwegs) und 614 (bis etwa 2006) zum Einsatz.
Seit der Übernahme durch das Unternehmen agilis am 12. Juni 2011 verkehren nur Dieseltriebwagen des Typs Stadler Regio-Shuttle RS1 auf der Strecke.